# Queso de La Serena

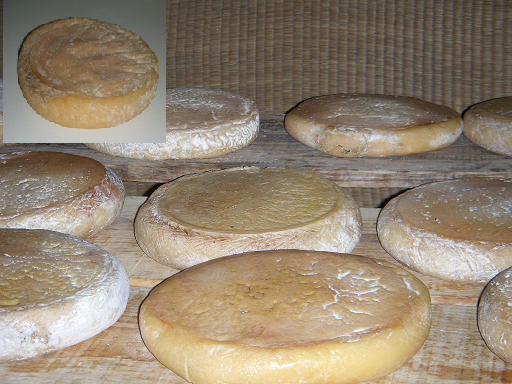
Muestra artesanal del Queso de La Serena

El queso de La Serena  procede de leche de oveja merina de la zona de producción de los pastizales de La Serena al noreste de la provincia de Badajoz, que tiene una extensión de unas 300 000 ha. El queso de La Serena es una denominación de origen protegida.
Tres son los ingredientes que fijan las características de este queso: la leche de oveja merina, la alimentación de la oveja a base de los aromáticos pastos de La Serena y la fermentación con cuajo vegetal autóctono.

## Elaboración
El ordeño de la oveja se realiza de forma artesanal. La producción láctea de la merina es escasa y típicamente se requieren de 12 a 20 ovejas para producir un kilogramo de queso.
La leche se mezcla con un cuajo vegetal que es la flor del cardo silvestre (Cynara cardunculus). Esto es, los carpelos de color púrpura de la flor del cardo silvestre son los responsables de la transformación de la leche en queso.
La coagulación se produce lentamente, separándose el suero de la masa o cuajada. La maduración dura unas 8 semanas, en que se envuelve la pasta en las pleitas o cinchos de esparto, volteando cada uno o dos días el queso para su elaboración regular. Al terminar esta fase, la pasta es muy blanda, untosa, casi líquida, de color marfil. Por el contrario la corteza es dura y agrietada, de color céreo.
Su conservación más tiempo endurece la pasta interior, dándole un color más amarillo, un sabor más fuerte, un olor intenso y un aspecto de queso curado.

## Morfología
El queso es de forma cilíndrica, el lateral de forma convexa, de mayor base que altura, de corteza dura, ligeramente aceitada, con marcas de la pleita, dando un peso normal de 1 kg (oscilando entre 700 g y 2 kg).
El sabor es ligeramente amargo, que algunos atribuyen al cuajo natural, no es ácido, es poco salado y muy graso, con un regusto picante y persistente al paladar.
La cremosidad depende del tiempo de maduración, de modo que se llaman tortas las que presentan la pasta blanda y fluida, siendo la corteza dura. Se desaconseja  la ingesta de la corteza.
La forma líquida de la pasta cuando el queso es cremoso o torta invita a servirlo con cuchara e impide que pueda cortarse la pasta exterior por el lateral, pues la masa se derramaría. Tiene la textura y el color de la leche condensada. Se aconseja servirlo levantando la tapa superior, retirándola y utilizar una cuchara. Por eso este queso, hasta los 60 días desde su producción, es de los que se sirven con cuchara.
Sugiere el Consejo Regulador de la denominación de origen que las piezas de pasta dura o semidura se les llame quesos, mientras que a las de pasta blanda o semiblanda, se les denomine tortas.